# Livingston (Califórnia)
Livingston é uma cidade localizada no estado americano da Califórnia, no Condado de Merced. Foi incorporada em 11 de setembro de 1922.

## Geografia
De acordo com o United States Census Bureau, a cidade tem uma área de 9,6 km², onde todos os 9,6 km² estão cobertos por terra.

### Localidades na vizinhança
O diagrama seguinte representa as localidades num raio de 24 km ao redor de Livingston.

## Demografia
Segundo o censo nacional de 2010, a sua população é de 13 058 habitantes e sua densidade populacional é de 1 355,30 hab/km². Possui 3 320 residências, que resulta em uma densidade de 344,59 residências/km².